# Inessa Armand

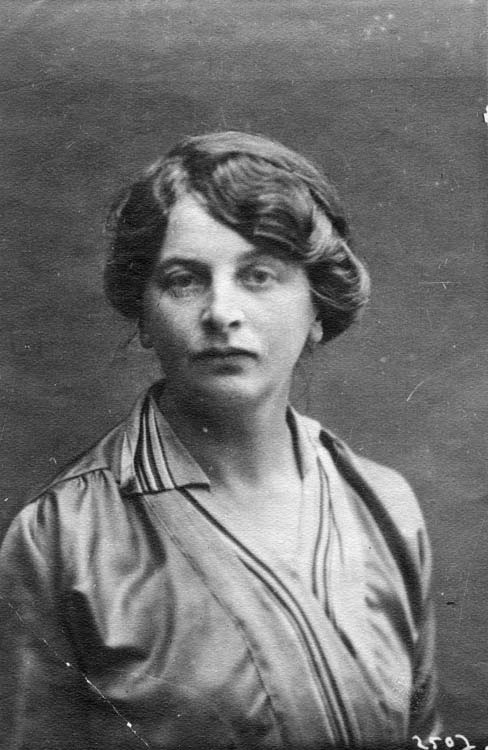
Inessa Armand (1916)

Elisabeth Pécheux d’Herbenville, Inessa Armand, eigentlich Inès Elisabeth Armand (* 8. Mai 1874 in Paris; † 24. September 1920 in Naltschik), war eine russische Revolutionärin französischer Herkunft.

## Leben
Armand war die Tochter des französischen Opernsängers Théodore Stéphane, eigentlich Théodore Pécheux d’Herbenville, und dessen Ehefrau, der Schauspielerin Nathalie Wild. Armand hatte zwei Schwestern. Der Vater, der große Erfolge feierte, starb früh. Um die Familie zu entlasten, wurde Inès – so wurde sie in Frankreich gerufen – einer Tante, die als Musiklehrerin nach Moskau ging, mitgegeben.
In Moskau verbrachte Inès (russische Koseform Inessa) eine behütete Kindheit. Mit siebzehn Jahren bestand Armand erfolgreich ihr Examen als Hauslehrerin. Zwei Jahre später, am 3. Oktober 1893, heiratete sie in der Nikolaikirche in Puschkino den Kaufmann und Fabrikanten Alexander Armand. Der Ehe entstammten vier Kinder.
1894 wurde der Sohn Alexander geboren. Zu dieser Zeit wohnte die Familie auf den armandschen Gütern in Jeldigino bei Moskau, wo die Armands eine Schule für Bauernkinder einrichteten, die Inessa als Lehrerin unterrichtete. 1896 kam der Sohn Fjodor zur Welt. Armand trat dem „Verein zur Verbesserung des Loses der Frau“ in Moskau bei und wurde 1900 dessen Vorsitzende. Sie war mit der Wirtschaftspädagogin Minna Gorbunowa-Kablukowa bekannt.
Inès und Alexander Armand hatten zwei weitere Kinder, die Töchter Inna (diese heiratete später Hugo Eberlein) und Warwara. Zu einer persönlichen Krise kam es, als sich Inès in ihren neun Jahre jüngeren Schwager Wladimir (Wolodja) Armand, den Bruder ihres Ehemannes, verliebte. Das Ehepaar trennte sich freundschaftlich, ließ sich aber nie scheiden. Inès und Wladimir lebten eine Weile in Neapel. Ihr Sohn Andrej wurde 1903 in Baugy-sur-Clarens oberhalb von Montreux (Schweiz) geboren. Armand ließ sich dann mit dem Geliebten und ihren Kindern in Moskau nieder.
Dort wurde sie nach dem blutigen Sonntag anlässlich einer Razzia am 6. Februar 1905 verhaftet. Die Anklage wurde am 3. Juni 1905 fallen gelassen, aber Armand stand seither unter Polizeiaufsicht. Mit Wirkung vom 18. Oktober 1905 wurden in Moskau Frauen zum Studium zugelassen. Bereits am 19. Oktober bewarb sich Armand für ein Jurastudium und war bis 1907 Gasthörerin.
Am 9. April 1907 wurde sie wegen des „Verdachts der Konspiration gegen den gesamtrussischen Militärbund der Soldaten und Matrosen“ verhaftet. Man ließ sie nach einigen Tagen wieder frei, verhaftete sie bereits am 7. Juli desselben Jahres deswegen wieder. Am 30. September 1907 wurde Armand schuldig gesprochen und für zwei Jahre nach Mesen in das Gouvernement Archangelsk verbannt.
Wladimir Armand ging freiwillig mit ihr in die Verbannung. Sie ließen sich in Mesen nieder. Inessa Armand verdiente ihren Lebensunterhalt durch Französischunterricht. Als Wladimir Armand nach einiger Zeit lebensgefährlich an Tuberkulose erkrankte, verließ er Inessa Armand und ging in ein Krankenhaus in der Schweiz.
Als am 22. November 1907 in verschiedenen armandschen Fabriken gestreikt wurde und es zu Unruhen kam, wurde Ehemann Alexander Armand verhaftet. Nach seiner kurz darauf erfolgten Freilassung ging er mit den Söhnen Alexander und Fjodor nach Frankreich.
Als die Verbannung einiger polnischer Revolutionäre in Mesen aufgehoben wurde, schloss sich Inessa ihnen heimlich an und floh am 20. Oktober 1908. Die erste Zeit lebte sie unter falschen Namen illegal in Moskau. Als die Behörden Verdacht schöpften, wich Armand nach Sankt Petersburg aus. Dort fand 1908 der erste gesamtrussische Frauenkongress statt.
Inzwischen lag Wladimir Armand in der Schweiz bereits im Sterben. Im Januar 1909 reiste Inessa illegal über Finnland zu ihm ins Krankenhaus. Nach wenigen Tagen starb er in ihren Armen. Inessa Armand blieb vorerst in Westeuropa. Am 27. Oktober 1909 immatrikulierte sie sich an der Universität Brüssel für die Fächer Soziologie, Wirtschaft und Jura und erreichte bereits im darauffolgenden Jahr in Letzterem den Abschluss.
Ab Herbst 1910 wohnte sie in Paris, um an der Sorbonne mit Forschungen zu ihrer Promotion zu beginnen. Doch sie kam über marginale Vorarbeiten nicht hinaus, da sie seit Sommer 1910 überwiegend für die Sozialdemokratische Arbeiterpartei Russlands arbeitete.
Wahrscheinlich lernte Armand bereits 1909 Lenin in Paris persönlich kennen. In Longjumeau, etwa 15 km von Paris entfernt, fand Lenin eine Halle, die sich ohne viel Aufwand in ein Schulungszentrum verwandeln ließ. Von Mai bis August 1911 war dann diese Parteischule in Betrieb. Während dieser Zeit lebten und arbeiteten Lenin, seine Ehefrau Nadia Krupskaja, seine Schwiegermutter, Armand mit ihrem Sohn Andrej und einige Schüler in Longjumeau.
Bei dieser Arbeit lernte Lenin Armand schätzen und lieben. Manchmal trafen sie sich in den Cafés an der Porte d’Orléans, wo sich auch Lenins Sympathisanten einfanden. Zwischen den beiden entwickelte sich eine Affäre, die mehrere Jahre andauerte. Die Beziehung ist unter anderem durch zahlreiche Briefe, die neben revolutionären Themen auch intime Bekenntnisse enthalten, belegt. Lenin besorgte ihr eine Einladung für den Internationalen Sozialistenkongress, der im August/September des Jahres in Kopenhagen stattfand. Dort lernte sie unter anderem Karl Kautsky, Victor Adler, Jean Jaurès, Clara Zetkin, Rosa Luxemburg und Julius Martow persönlich kennen.
Ab Sommer 1912 war Inès Armand im Auftrag Lenins wieder illegal in Sankt Petersburg, wo sie der Redaktion der Prawda dessen Anweisungen übergeben sollte. Kurz zuvor war Lenin mit Krupskaja und Armand nach Krakau gezogen, um näher an der russischen Grenze zu sein. Doch Armand wurde schon bald entdeckt und am 14. September 1912 verhaftet. Ihr Ehemann Alexander Armand, der inzwischen Abgeordneter der Duma geworden war, bekam sie mittels einer Kaution am 20. März 1913 frei. Bis zum Sommer 1913 verbrachte sie die Zeit bei ihrer Familie und erholte sich. Ende August floh sie über Finnland wieder nach Krakau zu Lenin. Doch Lenin wollte nichts mehr von einer ménage à trois wissen. Nadia Krupskaja war schwer erkrankt und Lenin brachte sie nach Bern zu Theodor Kocher, der gerade den Nobelpreis für Medizin erhalten hatte.
Nach kurzem Aufenthalt in Paris und Lovran (in der Nähe von Triest), wo sie ihre Kinder wiedersah, nahm Armand auf Lenins Drängen in Brüssel an der Sozialistischen Internationale teil. Inzwischen lebte Lenin, der nach seiner Verhaftung in Krakau wieder auf freiem Fuß war, mit seiner Frau in Bern. Dorthin berief er Armand, der Parteiarbeit wegen. Sie liebte ihn immer noch. 1916 zog Lenin nach Zürich. Inès Armand war zu dieser Zeit in Baugy, einem Stadtteil von Montreux. Es ging ihr nicht gut. Sie litt unter Erschöpfungszuständen. Lenin schrieb und rief oft an. Anfang 1917 versuchte er, sie für eine neue Mission zu gewinnen, doch sie ließ sich auf nichts ein. Im März 1917 ereignete sich dann die Februarrevolution. In Zürich leitete der Schweizer Fritz Platten alles in die Wege, um Lenin samt seiner Entourage per Bahn nach Russland fahren zu lassen. Am 9. April 1917 startete der Zug in Zürich. An Bord waren Lenin, Nadia Krupskaja, Grischa Zinoviev und seine Frau, Grigori Sokolnikow, Alexander Abramowitsch, Karl Radek und Inès Armand. Über Sassnitz und Schweden erreichten sie am 16. April 1917 Petrograd.
In der folgenden Zeit wurde Armand mit den verschiedensten Arbeiten und Aufgaben für die Partei betraut. So war sie zum Beispiel im Februar 1919 zusammen mit Dmitri Manuilski und einer Delegation des sowjetischen Roten Kreuzes in Dünkirchen, um die Rückführung internierter Rotarmisten vorzubereiten. Armand und Manuilski wurden wegen Kontakten zur Dritten Internationale verhaftet, jedoch nach schwierigen Verhandlungen wieder freigelassen. 1920 befand sich Inès Armand auf dem Höhepunkt ihrer politischen Karriere. Im bolschewistischen Zentralkomitee leitete sie die Frauensektion. Frauen machten damals ungefähr die Hälfte der Parteimitglieder aus. Auch im Propaganda-Apparat übernahm sie wichtige Funktionen. 1920 war sie nach einer Agitationsreise durch die Sowjetunion erschöpft und wurde von Lenin mit ihrem Sohn Andrei zur Erholung in den Kaukasus geschickt. Kaum waren sie in Kislowodsk angekommen, brach dort der Bürgerkrieg aus.

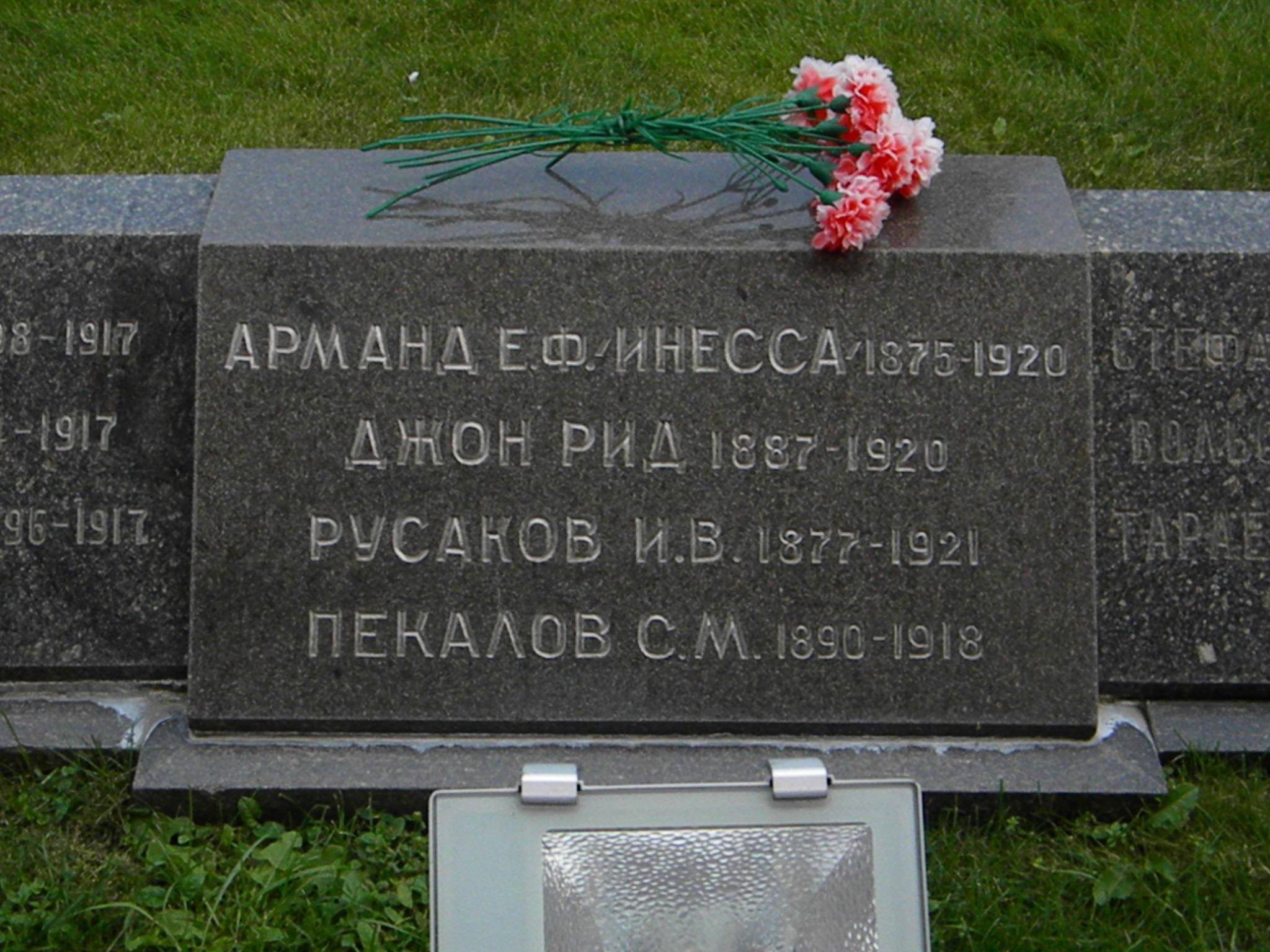
Nekropole an der Kremlmauer, Gemeinschaftsgrab Nr. 5 von Inessa Armand, John Reed, Iwan Russakow und Semjon Pekalow

Sie wurden unter chaotischen Zuständen evakuiert und kamen nach einer anstrengenden Reise in Naltschik bei Beslan an. Dort infizierte sich Armand mit der Cholera und starb am 24. September 1920 im Alter von 46 Jahren. Am 11. Oktober wurde ihr Leichnam auf einem von zwei Schimmeln gezogenen Wagen vom Kasaner Bahnhof in Moskau ins Stadtzentrum gebracht. Lenin folgte dem Leichenwagen. Auf seine Veranlassung hin hatte Nadia Krupskaja für die Prawda einen Nachruf verfasst. Am 12. Oktober 1920 wurde Inès Armand im Gemeinschaftsgrab Nr. 5 an der Kremlmauer zwischen dem Journalisten John Reed und dem Mediziner und Revolutionär Iwan Russakow beigesetzt.

## Verfilmungen
- Mit dem Leben Inès Armands beschäftigen sich der 1980 entstandene Film Lenin in Paris (mit Claude Jade als Inessa Armand) und der 1988 entstandene TV-Zweiteiler Der Zug (mit Dominique Sanda als Inessa Armand). Inessa Armand wurde auch in weiteren Filmen dargestellt.

### Inessa Armand in Filmen
- Der 6. Juli (1968) – Nina Wesselowskaja als Inessa Armand
- Hinweise auf Lenins Porträt (1969) – Natalja Werowa als Inessa Armand
- Lenin in Paris (1981) – Claude Jade als Inessa Armand
- Der Zug (1988) – Dominique Sanda als Inessa Armand
- Alle meine Lenins (1997) – Schanna Schewtschenko
- Der Dämon der Revolution (2017) – Wiktorija Issakowa als Inessa Armand